# Edirne
Edirne, u hrvatskom jeziku znan i kao Drinopolje, (grčki: Αδριανουπολις, bugarski: Одрин (Odrin), latinski: Hadrianopolis, srpski: Једрене / Jedrene) je najzapadniji turski grad u turskoj Trakiji, blizu granice s Grčkom (7 km) i Bugarskom (20 km). Glavni je grad turske pokrajine (ila) Edirne. Grad ima 180 901 stanovnika prema popisu iz 2020. godine, a leži na ušću rijeke Tundže u rijeku Maricu. 

## Povijest
Po priči iz grčke mitologije Adrianopolis je podigao Orest, sin kralja Agamemnona, kao grad Orestias na ušću rijeke Tundže, tadašnjeg Hebrusa, u rijeku Maricu, tadašnju rijeku Ardiscus (Arda). 
Po stvarnim povijesnim podatcima, grad je osnovao rimski car Hadrijan pod imenom Hadrianopolis na mjestu starijeg tračkog naselja Uskudama. Ovaj novi grad postao je glavni grad rimske provincije Haemimont (Trakija). 
Hadrianopolis je zbog svog prirodnog položaja, granice između dva kontinenta, bio poprište 16 velikih povijesnih bitaka. 
Kod Hadrianopola je Konstantin Veliki pobijedio Gaja Valerija Licinijana 323. god., tu su Vizigoti pobijedili i ubili Valensa 378. godine.
813. godine grad je orobio bugarski kan Krum koji je preselio njegovo stanovništvo sjeverno preko Dunava u tadašnje bugarske zemlje.
1205. godine bugarski car Kalojan pobijedio križare Latinskog carstva Balduina u - bitci kod Drinopolja
Despot Epira Teodor Komnen, zauzeo je Drinopolje 1227. godine, ali je tri godine kasnije poražen od bugarskog cara Ivana Asena II. u bitki kod Klokotnice.  
Od sredine 14. stoljeća ekspanzivna je moć Osmanskog Carstva počela ugrožavati zemlje jugoistočne Europe. Godine 1353. zauzimaju Osmanlije prvo uporište na europskom tlu, poluotok Galipolje. 
Sultan Murat I. zauzeo je grad 1365. godine, nakon čega je grad bio glavni grad Otomanskog carstva od 1365. do 1453. godine (sve do zauzeća Carigrada). Raspadom srpskoga carstva nakon smrti Stefana Dušana 1355. godine, porazom kršćanskih snaga u bitki na Kosovu polju 1389., te porazom 1396. godine kršćanske vojske pod vodstvom Žigmunda kod Nikopolja na Dunavu 1396. bila je zapečaćena sudbina drugoga Bugarskog Carstva i strateško zaleđe grada Drinopolja.
Ovaj je grad posjetio poznati hrvatski plemić, crkveni prelat, diplomat, pisac, nadbiskup i kardinal Antun Vrančić. O tome je napisao putopis Iter Buda Hadrianopolium (Putovanje iz Budima u Drinopolje)
26. travnja 1543. ovdje je počeo 5. Sulejmanov pohod na Ugarsku. Osmanske su snage krenule prema Savi i dalje prema Ugarskoj.
17. veljače 1568. je u Drinopolju bio sklopljen mir između cara Maksimilijana i Osmanskog Carstva.
Nekoliko dana prije dogovorenog saveza između Rudolfa i Sigismunda umro je u Carigradu sultan Murat III. u noći od 16. na 17. siječnja 1595. Za njegova su pogreba zadavljena dvanaestorica njegovih sinova. Na prijestolje je došao jedini preostali njegov sin - Mehmed III. (1595.— 1603.) Jedan od prvih državnih činova bio mu je uklanjanje velikoga vezira Sinan-paše (kojega su uvjeravali da je svojim silovitim postupkom prinudio erdeljskoga, vlaškog i moldavskog vojvodu, da se prikloni kralju Rudolfu) koji se je 6. veljače vratio u Carigrad. Na njegovo mjesto imenovao je njegova protivnika Ferhat-pašu koji se je smjesta spremio, da pokori opet odmetnule se podunavske vojvodine, a da u drugom koraku nevjerne vojvode zamijeni novima, ili kao drugo rješenje, da Vlašku i Moldaviju pretvori u turske sandžake. Već 27. travnja zaputio se iz Carigrada prema Dunavu, no bolesti i nestašica hrane zadržale su ga dulje vrijeme u Drinopolju. Istovremeno, vlaški i moldavski vojvoda, pomagani erdeljskim četama i kozacima, ne samo da su do kraja oslobodili svoje zemlje, nego su se također zalijetali na bugarsku obalu dolnjega Dunava, te među inim 10. lipnja spalili i Nikopolje.
U vrijeme Otomanske vlasti Drinopolje je bilo glavni grad istoimene turske pokrajine (na turskom se i grad i pokrajina zovu Edirne), koja je tada imala oko 960 000 stanovnika. Tadašnje Drinopolje imalo je razvijenu trgovinu vunenim tkaninama, svilom, tepisima i poljoprivrednim proizvodima.
Grad je 1905. godine doživio katastrofalni požar. Te iste godine imao je 80 000 stanovnika, od toga je 30 000 stanovnika bilo islamske vjeroispovjesti (Turci, Albanci, Romi) te;  22 000 Grka, 10 000 Bugara, 4 000 Armenaca,  12 000 Židova i 2 000 neoprijedjeljenih građana.
Za osmanske je zaštite (1526. — 1684.) hrvatska aristokratska državica Dubrovačka Republika imala je trgovačke kolonije diljem Osmanskog Carstva: u Carigradu, Solunu, Drinopolju, Beogradu, Sofiji, Bukureštu, Sarajevu i po drugim gradovima na balk. poluotoku, među njima bilo je i Drinopolje. Svaka je kolonija imala svoga konzula i posebni svoj trgov. sud, dapače i crkvu, bolnicu i groblje.
Grad su okupirale ruske jedinice 1829. god. za vrijeme Rusko-turskog rata 1828. – 1829., tu je sklopljen te iste godine i mirovni ugovor iz Drinopolja.
Lipnja 1836. u Drinopolju je izbila kuga.
Za Prvog balkanskog rata Bugari su nakon duge opsade uz pomoć srpske vojske osvojili grad 26. ožujka 1913., ali su ga u Drugom balkanskom ratu Turci opet zauzeli 22. srpnja 1913. Nakon Prvog svjetskog rata grad je nakratko pripao Grčkoj, ali je 1922. po potpisivanju primirja nakon Grčko-turskog rata 1919. – 1922. u gradu Mudanyi ponovno pripojen Turskoj, ovo stanje potvrđeno je mirovnim ugovorom iz Lausanne 1923. godine.
- Sultan Mehmed II., osvajač Konstantinopolisa, rođen je u Drinopolju.
- Iranac Bahá'u'lláh, osnivač vjerskog pokreta Bahá'í, živio je protjeran u Edirnu od 1863. do 1868. godine.

## Kultura i gradske znamenitosti
Edirne je ulazni grad u Tursku, u njezinom europskom dijelu. To je grad brojnih džamija od kojih je najpoznatija Selimija, koju je 1575. godine podigao veliki turski graditelj Mimar Sinan. Ova džamija ima najviše minarete u Turskoj sa svojih 70,9 metara.
Poznata građevina je vjersko zdravstveni kompleks (Külliye) Bajazida II., danas dio sveučilišta Trakija. Drinopolje je bilo i grad brojnih i lijepih karavan-saraja, od kojih su najpoznatiji; Rustem-paše Hrvata i Ekmekcioglu Ahmet paše, podignuti u XVI. st.
Od kršćanskih spomenika, značajne su dvije bugarske crkve; sv. Jurja (iz 1880. god.) i sv. Konstantina i Helene (iz 1869. god. ) koje su jedini kršćanski vjerski objekti u funkciji danas.
- Svake godine u lipnju se održavaju igre tradicionalnog hrvanja ( nauljenih hrvača) - Kırkpınar, ove igre imaju uz Olimpijske najveći povijesni kontinuitet.

## Školstvo
- Stranice Sveučilišta Trakija iz Drinopolja

## Pogledajte i ovo
- Dolazak Gota na Balkan

## Vanjske poveznice
- Fotografije i informacije o gradu Drinopolju, vodič kroz Tursku
- Stranice o gradu Drinopolju
- O Drinopolju